# Jules Goda
Jules Stéphane Goda (ur. 30 maja 1989 w Jaunde) – kameruński piłkarz grający na pozycji bramkarza. Od 2016 jest zawodnikiem klubu AC Ajaccio.

## Kariera piłkarska
Swoją karierę piłkarską Goda rozpoczął w klubie SC Bastia. W 2008 roku stał się członkiem pierwszego zespołu. W sezonie 2007/2008 zadebiutował w nim w Ligue 2. W 2010 roku odszedł do Olympique Marsylia, gdzie grał w rezerwach. W 2011 roku został zawodnikiem portugalskiego drugoligowca, Portimonense SC. Z kolei w sezonie 2012/2013 był zawodnikiem klubu AE Larisa z Grecji.
Latem 2013 Goda wrócił do Francji i został zawodnikiem Gazélec Ajaccio. Zadebiutował w nim 4 kwietnia 2014 w wygranym 2:1 domowym meczu z USL Dunkerque. W sezonie 2013/2014 awansował z Gazélec do Ligue 2, a w sezonie 2014/2015 - do Ligue 1. W sezonie 2015/2016 spadł z Gazélec do Ligue 2.
W 2016 roku Goda przeszedł do AC Ajaccio. Swój debiut w nim zaliczył 21 października 2016 w przegranym 0:2 wyjazdowym spotkaniu z Le Havre AC.
| Sezon   | Klub                 | Kraj       | Rozgrywki            | Mecze | Gole |
| ------- | -------------------- | ---------- | -------------------- | ----- | ---- |
| 2006/07 | SC Bastia B          | Francja    | CFA 2                | ?     | ?    |
| 2007/08 | SC Bastia            | Francja    | Ligue 2              | 4     | 0    |
| 2008/09 | SC Bastia B          | Francja    | CFA 2                | ?     | ?    |
| 2009/10 | SC Bastia            | Francja    | Ligue 2              | 3     | 0    |
| 2009/10 | SC Bastia B          | Francja    | CFA 2                | 10    | 0    |
| 2010/11 | Olympique Marsylia B | Francja    | DH Méditerranée      | 8     | 0    |
| 2011/12 | Portimonense SC      | Portugalia | Segunda Liga         | 7     | 0    |
| 2012/13 | AE Larisa            | Grecja     | Beta Ethniki         | 0     | 0    |
| 2013/14 | Gazélec Ajaccio      | Francja    | Championnat National | 3     | 0    |
| 2014/15 | Gazélec Ajaccio      | Francja    | Ligue 2              | 3     | 0    |
| 2015/16 | Gazélec Ajaccio      | Francja    | Ligue 1              | 3     | 0    |
| 2016/17 | AC Ajaccio           | Francja    | Ligue 2              |       |      |

## Kariera reprezentacyjna
W reprezentacji Kamerunu Goda zadebiutował 11 października 2011 roku w zremisowanym 1:1 towarzyskim meczu z Gwineą Równikową. W 2017 roku został powołany do kadry na Puchar Narodów Afryki 2017.